# Esters testamente
Esters testamente är en svensk miniserie i två delar från 1995 regisserad av Marcelo V. Racana. I rollerna ses bland andra Inga Gill, Yvonne Lombard och Meta Velander.

## Handling
Serien handlar om de tre pensionärerna Klara, Hedvig och Ester som hamnar i en skurkhärva.

## Rollista
- Inga Gill	– Klara Nilsson
- Yvonne Lombard – Hedvig Bolin
- Meta Velander – Ester Karlsson
- Reine Brynolfsson	– Manne
- Lars Göran Persson – Björn
- Kari Bunaes – Tina
- Åke Lindman – Norell
- Gerhard Hoberstorfer – polisassistent
- Thomas Widman – polisassistent
- Bengt Blomgren – Valdemar
- Ulrica Carlsson – postkassörskan
- Keijo J. Salmela	– balkongreparatören
- Vazgen Zarouki – grannen
- Michael Kallaanvaara – kunden i pantbanken
- Manne Klintberg – värderaren
- Dan Johansson – pantlånaren
- Maud Hyttenberg – patienten
- Mats Hådell – TV-uppläsaren
- Dan Sporrong – TV-reportern
- Michael Segerström – pianostämmaren
- Jessica Westerberg – grannens kvinna
- Gudrun Henricsson	– Valdemars fru
- Jan Waldekranz – advokaten
- Mats Olof Olsson – prästen
- Harald Hamrell – dubbning
- Kimmo Rajala – stunt

## Om serien
Serien producerades av Jan-Ove Jonsson för Sveriges Television. Den spelades in med Jan-Hugo Norman som fotograf efter ett manus av Ulf Ryberg. Musiken komponerades av Thomas Lindahl och serien klipptes av Florence Åkergren-Åberg. Den visades i två delar á sextio minuter i Sveriges Television den 20 och 27 april 1995.